# برج (فیلم ۲۰۱۵)
برج (انگلیسی: High-Rise) فیلمی در ژانر درام و علمی–تخیلی به کارگردانی بن ویتلی است که در سال ۲۰۱۵ منتشر شد. فیلمنامه فیلم را امی پرش بر اساس رمانی به همین نام اثر جی. جی. بالارد نوشته است.

## بازیگران
- تام هیدلستون
- جرمی آیرونز
- سینا میلر
- لوک ایوانز
- الیزابت ماس
- جیمز پیورفوی
- مایکل کاندرن
- انزو چیلنتی
- ویکتوریا ویکس

## تولید
فیلمبرداری اصلی در جولای ۲۰۱۴ در بلفاست، عمدتاً در شهر تفریحی ساحلی بنگور، شهرستان داون آغاز شد.